# 艾倫峰
77°34′S 86°51′W / 77.567°S 86.850°W

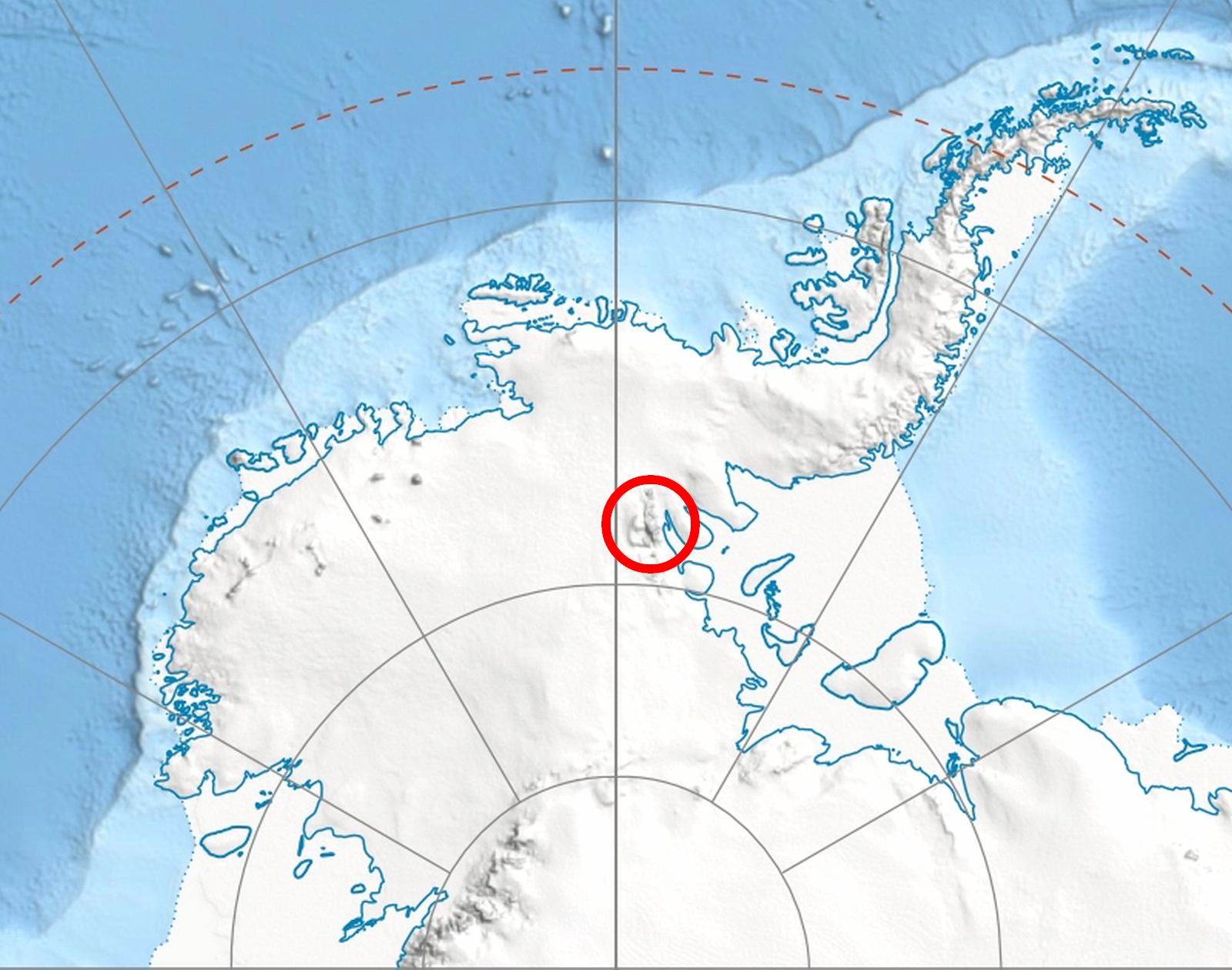

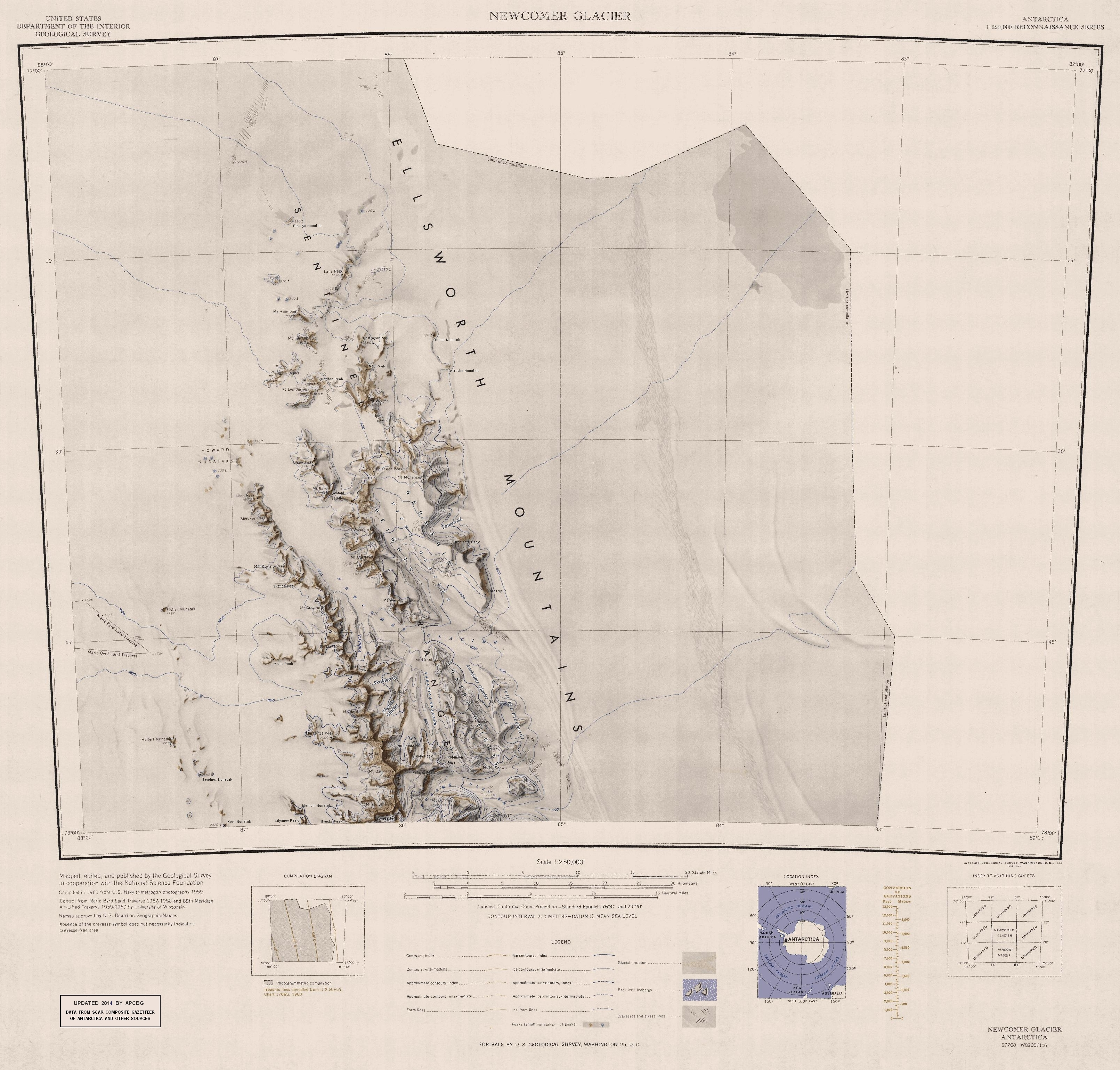

艾倫峰（英語：Allen Peak）是南極洲的山峰，座標77°34′S 86°51′W / 77.567°S 86.850°W，位於埃爾斯沃思地，屬於森蒂納爾嶺的一部分，海拔高度1,800（5,900英尺），在1935年11月23日由美國探險隊發現，現時由南極條約體系管理。